# Coupe d'Algérie de football 2013-2014
Navigation
Coupe d'Algérie
2012-2013 Coupe d'Algérie
2014-2015
La Coupe d'Algérie de football 2013-2014 est la 50e édition de la Coupe d'Algérie de football. Le titre a été remporté par le MC Alger, dans une finale disputée face à la JS Kabylie.
Le vainqueur de cette compétition sera qualifié pour le tour préliminaire de la Coupe de la confédération africaine.
Le groupe de télécommunications Ooredoo est le sponsor de la compétition.

## Calendrier

### Dates des matchs
| Tour                           | Nom                          | Dates retenues              | Équipes participantes       | Équipes gagnantes           |                             |
| Épreuve éliminatoire (2013)    | Épreuve éliminatoire (2013)  | Épreuve éliminatoire (2013) | Épreuve éliminatoire (2013) | Épreuve éliminatoire (2013) | Épreuve éliminatoire (2013) |
| ------------------------------ | ---------------------------- | --------------------------- | --------------------------- | --------------------------- | --------------------------- |
| 1                              | Premier tour                 | Dates régionales            | -                           | -                           |                             |
| 2                              | Deuxième tour                | Dates régionales            | -                           | -                           |                             |
| 3                              | Troisième tour               | Dates régionales            | -                           | -                           |                             |
| 4                              | Quatrième tour               | ven.-sam. 15-16 novembre    | -                           | -                           |                             |
| Compétition propre (2013-2014) |                              |                             |                             |                             |                             |
| Entrée des 16 clubs de Ligue 1 |                              |                             |                             |                             |                             |
| 5                              | Trente-deuxièmes de finale   | ven.-sam. 6-7 décembre      | 64                          | 32                          |                             |
| 6                              | Seizièmes de finale          | ven.-sam. 20-21 décembre    | 32                          | 16                          |                             |
| 7                              | Huitièmes de finale          | ven.-sam. 24-25 janvier     | 16                          | 8                           |                             |
| 8                              | Quarts de finale             | mardi 18 février            | 8                           | 4                           |                             |
| 9                              | Demi-finales                 | mardi 28 mars               | 4                           | 2                           |                             |
| 10                             | Finale stade mustafa tchaker | jeudi 1er mai               | 2                           | 1                           |                             |

### Dates des tirages au sort
- 1/32 et 1/16 de finale : - mardi 26 novembre 2013 à 18h 00 (Hotel Shératon , Alger) .
- 1/8 de finale : - mardi 7 janvier 2014 à 18h00 (Hotel Sheraton , Alger).
- 1/4 et 1/2 finales : - mardi  4 février 2014 à 17h00 : au siége de la télévision algérienne , EPTV , Alger).

Source,,.

## Avant Dernier Tour Régional
| Ligue d'Alger Avant Dernier tour régional (// à 14h 30)          |                      |                 |                      |  |  |                         |
| 1                                                                | US Oued Amizour      | -               | MC Bouira            |  |  |                         |
| 2                                                                | Hydra AC             | -               | JS Akbou             |  |  |                         |
| 3                                                                | IB Lakhdaria         | -               | EC Oued Smar         |  |  |                         |
| 4                                                                | JSM Cheraga          | -               | JLC Douéra           |  |  |                         |
| 5                                                                | US Beni Douala       | -               | JS Azzazga           |  |  |                         |
| 6                                                                | ES Ben Aknoun        | -               | RC Boumerdès         |  |  |                         |
| 7                                                                | MB Bouira            | -               | CA Kouba             |  |  |                         |
| 8                                                                | IR Bir Mourad Rais   | -               | NR Bouchaoui         |  |  |                         |
| 9                                                                | WA Rouiba            | -               | DRB Staoueli         |  |  |                         |
| 10                                                               | JS Hai Djebel        | -               | RC Kouba             |  |  |                         |
| 11                                                               | Paradou AC           | -               | Olympique Boumerdes  |  |  |                         |
| 12                                                               | ES Sour El Ghozlane  | -               | USM Chéraga          |  |  |                         |
| 13                                                               | CRB Dar El Beida     | 3 - 0*          | OMR El Anasser       |  |  | absence de l'OMR        |
| 14                                                               | NARB Reghaia         | -               | IB Khemis El Khechna |  |  |                         |
| Ligue de Blida Avant Dernier tour régional (// à 14h 30)         |                      |                 |                      |  |  |                         |
| 1                                                                | O Médéa              | -               | IR Ouled Naïl        |  |  |                         |
| 2                                                                | USMM Hadjout         | 1 - 1 t.a.b 4-2 | ESM Koléa            |  |  |                         |
| 3                                                                | WB Meftah            | -               |                      |  |  |                         |
| 4                                                                | ORB Oued Fodda       | -               | IRB Boumedfaa        |  |  |                         |
| 5                                                                | IB Mouzaia           | -               |                      |  |  |                         |
| 6                                                                | USM Blida            | 1 - 0           | WM Boufarik          |  |  |                         |
| 7                                                                | CRB Boukadir         | -               | ES Berrouaghia       |  |  |                         |
| 8                                                                | JS Oum Drou          | -               | WA Boufarik          |  |  |                         |
| 9                                                                | SKAF Khemis Miliana  | -               |                      |  |  |                         |
| 10                                                               | CRB Sendjas          | -               |                      |  |  |                         |
| Ligue d'Oran Avant Dernier tour régional (11/10/2013 à 14h 30)   |                      |                 |                      |  |  |                         |
| 1                                                                | CRB Ben Badis        | -               | ASB Maghnia          |  |  |                         |
| 2                                                                | NRB Sirat            | -               | USM Oran             |  |  |                         |
| 3                                                                | KS Oran              | -               | SCM Oran             |  |  |                         |
| 4                                                                | RCB Oued R'hiou      | -               | AS Azzouz            |  |  |                         |
| 5                                                                | OM Arzew             | -               | CRB Ain El Turck     |  |  |                         |
| 6                                                                | NRB Bethioua         | 1 - 1 t.a.b 4-1 | WA Tlemcen           |  |  |                         |
| 7                                                                | AS Marsa             | -               | WA Mostaganem        |  |  |                         |
| 8                                                                | CC Oran              | -               | IRB El Kerma         |  |  |                         |
| 9                                                                | US Mostaganem        | 4 - 2           | ES Mostaganem        |  |  |                         |
| 10                                                               | CB Ain Tedles        | -               | FCK Sidi Yagoub      |  |  |                         |
| 11                                                               | US Remchi            | -               | MCS Bel Abbes        |  |  |                         |
| 12                                                               | RC Relizane          | 0 - 1 a.p       | USM Bel Abbès        |  |  |                         |
| 13                                                               | ASM Oran             | 5 - 0           | CRB El Amria         |  |  |                         |
| 14                                                               | JS Emir Abdelkader   | -               | Majd Zemmora         |  |  |                         |
| Ligue de Saida Avant Dernier tour régional (12/11/2013 à 14h 30) |                      |                 |                      |  |  |                         |
| 1                                                                | IRB Faidja           | 3-2             | CC Sig               |  |  |                         |
| 2                                                                | SA Mohamadia...      | 2-2 t.a.b 5-3   | MB Hassasna          |  |  |                         |
| 3                                                                | JSM Tiaret           | 2-1             | USB Tissemsilt       |  |  |                         |
| 4                                                                | CRB Bougtob          | 4-0             | FCB Frenda           |  |  | Braci / Saida           |
| 5                                                                | MC Saida             | -               | ES Mahdia            |  |  | Mascara                 |
| 6                                                                | MC El Bayadh         | -               | Exempt               |  |  |                         |
| Ligue de Constantine Avant Dernier tour régional(// à 14h 30)    |                      |                 |                      |  |  |                         |
| 1                                                                | MO Constantine       | 1 - 0           | CR Village Moussa    |  |  | Bendjamaa Ammar / Collo |
| 2                                                                | DRB Tadjenanet       | 1 - 0           | RC Bougaa            |  |  |                         |
| 3                                                                | JSM Skikda           | 3 - 1           | JS Redjas            |  |  |                         |
| 4                                                                | WA Ramdane Djamel    | 2 - 1           | SA Sétif             |  |  |                         |
| 5                                                                | AS Ain M'lila        | 2 - 1           | Amel El Eulma        |  |  | Ferdjioua               |
| 6                                                                | USM Sétif            | 0 - 0 t.a.b     | AB Chelghoum Laid    |  |  |                         |
| 7                                                                | NRB Grarem           | -               | JS Djijel            |  |  |                         |
| 8                                                                | MB Constantine       | 1 - 0           | FC Bir El Arch       |  |  |                         |
| 9                                                                | CRB Ain Kebira       | 2 - 1           | HB Chelghoum Laid    |  |  |                         |
| 10                                                               | ASC Ouled Zouaï      | 5 - 0           | NRB Telaghma         |  |  |                         |
| 11                                                               | USM Ain Beida        | 3 - 0*          | WJ Skikda            |  |  | absence de WJS          |
| 12                                                               | FC Tahir             | 4 - 2 a.p       | ES Collo             |  |  | El Harrouch             |
| Ligue de Batna Avant Dernier tour régional (// à 14h 30)         |                      |                 |                      |  |  |                         |
| 1                                                                | A Bou Saada          | -               |                      |  |  |                         |
| 2                                                                | MSP Batna            | -               |                      |  |  |                         |
| 3                                                                | WR M'Sila            | -               |                      |  |  |                         |
| 4                                                                | ES Bouakeul          | -               |                      |  |  |                         |
| 5                                                                | CA Batna             | -               |                      |  |  |                         |
| 6                                                                | NC Magra             | -               |                      |  |  |                         |
| 7                                                                | US Biskra            | -               |                      |  |  |                         |
| 8                                                                | ROC Ras El Oued      | -               |                      |  |  |                         |
| 9                                                                | NRB El Achir         | -               |                      |  |  |                         |
| 10                                                               | USM Khenchela        | -               |                      |  |  |                         |
| 11                                                               | CRB Ouled Djellal    | -               |                      |  |  |                         |
| 12                                                               | AB Merouana          | -               |                      |  |  |                         |
| Ligue de Annaba Avant Dernier tour régional (// à 14h 30)        |                      |                 |                      |  |  |                         |
| 1                                                                | NRB El Kala          | -               | ASM Ben M'hidi       |  |  |                         |
| 2                                                                | IRB El Hadjar        | -               | ORB Boumahra Ahmed   |  |  |                         |
| 3                                                                | JSB Chebaita Mokhtar | -               | HAMRA Annaba         |  |  |                         |
| 4                                                                | WM Tébessa           | -               | NRB El Ogla          |  |  |                         |
| 5                                                                | JS Pont Blanc        | -               | CRB Dréan            |  |  |                         |
| 6                                                                | NRB Chréa            | -               | ES Souk Ahras        |  |  |                         |
| 8                                                                | ES Guelma            | -               | ESB Besbes           |  |  |                         |
| 9                                                                | US Tebessa           | -               | Naser El Fedjoudj    |  |  |                         |
| 10                                                               | CS Hamma Loulou      | -               | ORB Guelaat Bousbaa  |  |  |                         |
| Ligue de Ouargla Avant Dernier tour régional (// à 14h 30)       |                      |                 |                      |  |  |                         |
| 1                                                                | NRB Touggourt        | -               |                      |  |  |                         |
| 2                                                                | CRB Djamaa           | -               |                      |  |  |                         |
| 3                                                                | NT Souf              | -               |                      |  |  |                         |
| 4                                                                | IRB Robbah           | -               |                      |  |  |                         |
| 5                                                                | CRB Tebesbest        | -               |                      |  |  |                         |
| 6                                                                | MB Rouissat          | -               |                      |  |  |                         |
| 7                                                                | MC Said Otba         | -               |                      |  |  |                         |
| 8                                                                | JS Sidi Bouaziz      | -               |                      |  |  |                         |
| Ligue de Béchar Avant Dernier tour régional 1999                 |                      |                 |                      |  |  |                         |
| 1                                                                | AR Tabelbala         | -               |                      |  |  |                         |
| 2                                                                | JS Guir Abadla       | -               |                      |  |  |                         |
| 3                                                                | MC Abadla            | -               |                      |  |  |                         |
| 4                                                                | US Béchar Djedid     | -               |                      |  |  |                         |

## Soixante-quatrièmes de finale
Dernier tour régional
| Ligue d'Alger                                                                                  |                      |           |                     |  |                                                         |                         |
| 1                                                                                              | NA Hussein Dey       | 1-0       | WA Rouiba           |  |                                                         | stade                   |
| 2                                                                                              | Hydra AC             | 2-1       | JS Hai Djebel       |  |                                                         | stade                   |
| 3                                                                                              | IB Lakhdaria         | 2-1       | Paradou AC          |  |                                                         | stade                   |
| 4                                                                                              | JSM Cheraga          | 4-0       | ES Sour El Ghozlane |  |                                                         | stade                   |
| 5                                                                                              | US Beni Douala       | 1-0       | CRB Dar El Beida    |  |                                                         | stade                   |
| 6                                                                                              | ES Ben Aknoun        | 0-0 t.a.b | NARB Reghaia        |  |                                                         | stade                   |
| 7                                                                                              | MB Bouira            | 4-1       | US Oued Amizour     |  |                                                         | stade                   |
| 8                                                                                              | IR Bir Mourad Rais   | -         |                     |  |                                                         | stade                   |
| Ligue de Blida                                                                                 |                      |           |                     |  |                                                         |                         |
| 1                                                                                              | O Médéa              | 1-0       | USM Blida           |  |                                                         | stade                   |
| 2                                                                                              | USMM Hadjout         | 2-1       | CRB Boukadir        |  |                                                         | stade                   |
| 3                                                                                              | WB Meftah            | 2-1       | JS Oum Drou         |  |                                                         | stade                   |
| 4                                                                                              | ORB Oued Fodda       | 1-0       | SKAF Khemis Miliana |  |                                                         | stade                   |
| 5                                                                                              | IB Mouzaia           | 2-1       | CRB Sendjas         |  |                                                         | stade                   |
| Ligue d'Oran                                                                                   |                      |           |                     |  |                                                         |                         |
| 1                                                                                              | SCM Oran             | 2-0       | RCB Oued R'hiou     |  |                                                         | stade                   |
| 2                                                                                              | ASM Oran             | 2-0       | AS Marsa            |  |                                                         | stade                   |
| 3                                                                                              | USM Bel Abbès        | 3-0       | FCK Sidi Yagoub     |  |                                                         | stade                   |
| 4                                                                                              | OM Arzew             | 2-0       | NRB Bethioua        |  |                                                         | stade                   |
| 5                                                                                              | US Remchi            | 2-1       | CC Oran             |  |                                                         | stade                   |
| 6                                                                                              | JS Emir Abdelkader   | 1-0       | USM Oran            |  |                                                         | stade                   |
| 7                                                                                              | CRB Ben Badis        | 3-1 a.p   | US Mostaganem       |  |                                                         | stade                   |
| Ligue régional de Saida (5e tour régional) joué le mardi 12 novembre 2013 a 14h. (4 qualifiés) |                      |           |                     |  |                                                         |                         |
| 1                                                                                              | SA Mohamadia         | 1-2       | MC El Bayadh        |  | mardi 12 novembre 2013                                  | stade                   |
| 2                                                                                              | JSM Tiaret           | 4-1       | IRB Faidja          |  | mardi 12 novembre 2013                                  | stade Mascara           |
| 3                                                                                              | CRB Bougtob          | -         | Exempt              |  |                                                         |                         |
| 4                                                                                              | MC Saida             | -         | Exempt              |  |                                                         |                         |
| Ligue de Batna                                                                                 |                      |           |                     |  |                                                         |                         |
| 1                                                                                              | A Bou Saada          | 1-0       | US Biskra           |  |                                                         | stade                   |
| 2                                                                                              | MSP Batna            | 2-0       | ROC Ras El Oued     |  |                                                         | stade                   |
| 3                                                                                              | WR M'Sila            | 2-0       | NRB El Achir        |  |                                                         | stade                   |
| 4                                                                                              | ES Bouakeul          | 2-1       | USM Khenchela       |  |                                                         | stade                   |
| 5                                                                                              | CA Batna             | 1 - 2     | CRB Ouled Djellal   |  | match arrêtée à la 87' (3-0 sur tapis vert pour le CAB) | Stade El-Allia / Biskra |
| 6                                                                                              | NC Magra             | -         | AB Merouana         |  |                                                         | stade                   |
| Ligue de Annaba                                                                                |                      |           |                     |  |                                                         |                         |
| 1                                                                                              | NRB El Kala          | 0-0 t.a.b | USM Annaba          |  |                                                         | stade                   |
| 2                                                                                              | IRB El Hadjar        | 2-0       | NRB Chréa           |  |                                                         | stade                   |
| 3                                                                                              | JRB Chebaita Mokhtar | 3-2       | ES Guelma           |  |                                                         | stade                   |
| 4                                                                                              | WM Tébessa           | 1-0       | US Tebessa          |  |                                                         | stade                   |
| 5                                                                                              | JS Pont Blanc        | 3-2       | CS Hamma Loulou     |  |                                                         | stade                   |
| Ligue de Constantine                                                                           |                      |           |                     |  |                                                         |                         |
| 1                                                                                              | MO Constantine       | 1-0       | USM Sétif           |  |                                                         | stade                   |
| 2                                                                                              | AS Khroub            | 2-1       | NRB Grarem          |  |                                                         | stade                   |
| 3                                                                                              | DRB Tadjenanet       | 0-0 t.a.b | MB Constantine      |  |                                                         | stade                   |
| 4                                                                                              | US Chaouia           | 2-2 t.a.b | CRB Ain Kebira      |  |                                                         | stade                   |
| 5                                                                                              | JSM Skikda           | 4-1       | ASC Ouled Zouaï     |  |                                                         | stade                   |
| 6                                                                                              | WA Ramdane Djamel    | 2-1       | USM Ain Beida       |  |                                                         | stade                   |
| 7                                                                                              | AS Ain M'lila        | 4-2 a.p   | FC Tahir            |  |                                                         | stade                   |
| Ligue de Ouargla                                                                               |                      |           |                     |  |                                                         |                         |
| 1                                                                                              | NRB Touggourt        | 4-0       | CRB Tebesbest       |  |                                                         | stade                   |
| 2                                                                                              | CRB Djamaa           | 2-1       | MB Rouissat         |  |                                                         | stade                   |
| 3                                                                                              | NT Souf              | 2-0       | MC Said Otba        |  |                                                         | stade                   |
| 4                                                                                              | IRB Robbah           | 3-2       | JS Sidi Bouaziz     |  |                                                         | stade                   |
| Ligue de Bechar le Mardi 22 octobre 2013                                                       |                      |           |                     |  |                                                         |                         |
| 1                                                                                              | AR Tabelbala         | 1-1 t.a.b | MC Abadla           |  |                                                         | stade Tabelbala         |
| 2                                                                                              | JS Guir Abadla       | 2-0       | US Béchar Djedid    |  |                                                         | stade                   |

## Trente-deuxièmes de finale
| 1  | JS Pont Blanc (4) | 3 - 3 (4 - 3 tab) | NRB Touggourt (3)         | amrouni 88, 102, boubir 90 / bourzem 37, 51, 100              | vendredi 6 décembre, 14 h 30 (stade chabbou, annaba)                     |
| 2  | ES Bouakal (4) | 3 - 1             | CA Batna (2)              | mehdi 13, 35, abbès 50 / soualeh 82 .                         | vendredi 6 décembre, 14 h 30 (stade 1er novembre 54, batna)              |
| 3  | ORB Oued El Fodda (4) | 3 - 1             | IRB Robbah (4)            | kouadri 44, hadili 49, 83 / cheriet 34.                       | vendredi 6 décembre, 14 h 30 (stade boumezrag a chlef)                   |
| 4  | CRB Abadla (D5) | 1 - 4 ap          | MO Constantine (3)        | bouziani 26 / brahmia 32, 92,haouch 110, gaid 117 .           | 6 décembre, 14 h 30(stade 20 aout 55 de béchar)                          |
| 5  | WM Tébessa (4) | 3 - 2             | MC El Bayadh (5)          | el oulmi 61, 69, nouiouri 72 / hamdetni 11 .                  | 6 décembre, 14 h 30 (stade du 4 mars a tébassa)                          |
| 6  | MC Saïda (2) | 1 - 0             | OM Arzew (3)              | motrani 59 .                                                  | 6 décembre, 14 h 30 (stade du 13 avril 58 a saida)                       |
| 7  | US Chaouia (2) | 2 - 1             | CA Bordj Bou Arreridj (1) | youcef khodja 33, mhindatsi 42 / mansour 94 .                 | 6 décembre, 14 h 30 (stade zerdani hassouna de oum el bouaghi)           |
| 8  | WR M'Sila (3) | 0 - 0 (1 - 4 tab) | CRB Ben Badis (3)         | -                                                             | 6 décembre, 14 h 30(stade ahmed khalfa de m'sila)                        |
| 9  | IR Bir Mourad Raïs (5) | 1 - 3             | JSM Béjaïa (1)            | melouk 1 / koulibali momti 5 s pen, mebarki 73, hamouche 91 . | 6 décembre, 14 h 30 (stade benhaddad de kouba)                           |
| 10 | AS Aïn M'lila (3) | 1 - 1 (3 - 2 tab) | CRB Djemaà (5)            | boutria 19 / othmani 62 .                                     | 6 décembre, 14 h 30 (stade communal demane debbih de ain m'lila)         |
| 11 | JS Kabylie (1) | 4 - 0             | NRB El Kala (4)           | fergane 31, 89, talha 49, ebossé 90 .                         | 6 décembre, 16 h 00 (stade 1er nov 54 de tizi ouzou)                     |
| 12 | MC Oran (1) | 3 - 1             | JSB Chebaita Mokhtar (6)  | amrane 56, kouriba 73, 89 / belaidi 48 .                      | 6 décembre, 16 h 00 (stade zabana d'oran) .                              |
| 13 | USM El Harrach (1) | 1 - 2 ap          | RC Arbaa (1)              | sylla 77 / cherfaoui 83, belkaroui 106 csc .                  | 6 décembre, 16 h 00 (stade 20 aout 55, alger).                           |
| 14 | CS Constantine (1) | 1 - 0             | JS Saoura (1)             | boulemdais 29 .                                               | 6 décembre, 17 h 00 (stade hamlaoui de constantine) .                    |
| 15 | IRB El Hadjar (4) | 1 - 1 (3 - 4 tab) | AS Khroub (2)             | djaafri 90 / djamouni 68 s pen .                              | samedi 7 décembre, 14 h 30 (stade communal, mokhtar dridi d'el hadjar) . |
| 16 | ES Tabalbala (5) | 0 - 9             | JSM Chéraga (3)           | Stade du 20-Août-1955 (Béchar), Béchar                        | 7 décembre, 14 h 30                                                      |
| 17 | NC Magra (3) | 1 - 0             | DRB Tadjenanet (3)        | Stade Abdelmadjid-Mokhtari, Bou Saâda                         | 7 décembre, 14 h 30                                                      |
| 18 | CRB Aïn Fakroun (1) | 3 - 0             | JSM Skikda (3)            | Stade Demane-Debbih, Aïn M'lila                               | 7 décembre, 14 h 30                                                      |
| 19 | SCM Oran (4) | 0 - 3             | USM Bel-Abbès (2)         | Stade Ahmed-Zabana, Oran                                      | 7 décembre, 14 h 30                                                      |
| 20 | Hydra AC (4) | 0 - 0 (5 - 4 tab) | ASM Oran (2)              | Stade Mohamed-Benhaddad, Kouba                                | 7 décembre, 14 h 30                                                      |
| 21 | US Beni Douala (5) | 0 - 0 (4 - 3 tab) | IB Lakhdaria (3)          | Stade du 1er-Novembre-1954, Tizi Ouzou                        | 7 décembre, 14 h 30                                                      |
| 22 | USMM Hadjout (2) | 3 - 1             | MB Bouira (5)             | Stade du 5-Juillet 1962, Hadjout                              | 7 décembre, 14 h 30                                                      |
| 23 | O. Médéa (2) | 2 - 1             | CRB Bougtob (4)           | Stade Imam-Ilyes, Médéa                                       | 7 décembre, 14 h 30                                                      |
| 24 | IB Mouzaia (4) | 1 - 4             | A Bou Saada (2)           | Stade des frères Brakni, Blida                                | 7 décembre, 14 h 30                                                      |
| 25 | WA Ramdane Djamel (3) | 1 - 2             | ES Ben Aknoun (5)         | Stade Basta-Ali, Azzaba                                       | 7 décembre, 14 h 30                                                      |
| 26 | JSM Tiaret (3) | 3 - 2             | MC El Eulma (1)           | Stade Ahmed-Kaïd, Tiaret                                      | 7 décembre, 14 h 30                                                      |
| 27 | US Remchi (3) | 3 - 1             | JS Emir Abdelkader (4)    | Stade Akid-Lotfi, Tlemcen                                     | 7 décembre, 14 h 30                                                      |
| 28 | MSP Batna (2) | 1 - 0             | WB Meftah (5)             | Stade du 1er-Novembre-1954, Batna                             | 7 décembre, 15 h 00                                                      |
| 29 | MO Bejaia (D1) | 1-0               | CR Belouizdad (D1)        | yettou 18'                                                    | samedi 7 décembre 2013 a 16h                                             |
| 30 | NA Hussein Dey (2) | 0 - 0 (4 - 5 tab) | USM Alger (1)             | Stade du 20-Août-1955, Alger                                  | 7 décembre, 16 h 00                                                      |
| 31 | ES Sétif (1) | 2 - 0             | NT Souf (4)               | Stade du 8-Mai-1945, Sétif                                    | 7 décembre, 16 h 00                                                      |
| 32 | MC Alger (1) | 2 - 0             | ASO Chlef (1)             | Stade Omar-Hamadi, Alger                                      | 7 décembre, 17 h 30                                                      |
|    | N.B: - les 14 premières rencontres jouées le vendredi 6 décembre 2013 . - les 18 matches suivants joués le samedi 7 décembre 2013. - 94 buts pour 32 matchs. - les résultats des 1/32 èmes de finale de la coupe d'Algérie 2013-2014 parus sur el haddef du samedi 7 décembre et dimanche 8 décembre 2013. |                   |                           |                                                               |                                                                          |

## Seizièmes de finale
| #  | Club à domicile     | Résultat          | Club à l'extérieur    | Lieu                                       | Date et heure        | Références |
| -- | ------------------- | ----------------- | --------------------- | ------------------------------------------ | -------------------- | ---------- |
| 1  | JS Pont Blanc (4)   | 1 - 1 (5 - 6 tab) | USMM Hadjout (2)      | Stade du Colonel Chabou, Annaba            | 20 décembre, 14 h 30 | Rapport    |
| 2  | JSM Chéraga (3)     | 2 - 0             | WM Tébessa (4)        | Stade du 20-Août-1955, Alger               | 21 décembre, 15 h 30 | Rapport    |
| 3  | JSM Tiaret (3)      | 1 - 0 ap          | O. Médéa (2)          | Stade Ahmed-Kaïd, Tiaret                   | 21 décembre, 14 h 30 | Rapport    |
| 4  | NC Magra (3)        | 1 - 0 ap          | ES Ben Aknoun (5)     | Stade Abdelmadjid-Mokhtari, Bou Saâda      | 20 décembre, 14 h 30 | Rapport    |
| 5  | MC Oran (1)         | 2 - 1 ap          | JSM Béjaïa (1)        | Stade Ahmed-Zabana, Oran                   | 20 décembre, 17 h 00 | Rapport    |
| 6  | MC Saïda (2)        | 0 - 0(4 - 3 tab)  | USM Bel-Abbès (2)     | Stade du 13-Avril-1958, Saïda              | 21 décembre, 14 h 30 | Rapport    |
| 7  | ES Bouakal (4)      | 3 - 2 ap          | ORB Oued El Fodda (4) | Stade du 1er-Novembre-1954, Batna          | 21 décembre, 15 h 00 | Rapport    |
| 8  | USM Alger (1)       | 0 - 0(2 - 3 tab)  | JS Kabylie (1)        | Stade Omar-Hamadi, Alger                   | 21 décembre, 17 h 00 | Rapport    |
| 9  | CS Constantine (1)  | 2 - 0             | MO Béjaïa (1)         | Stade Chahid-Hamlaoui, Constantine         | 21 décembre, 16 h 00 | Rapport    |
| 10 | MC Alger (1)        | 1 - 0             | CRB Ben Badis (3)     | Stade Omar-Hamadi, Alger                   | 20 décembre, 16 h 00 | Rapport    |
| 11 | AS Khroub (2)       | 2 - 2 (5 - 6 tab) | MO Constantine (3)    | Stade Abed-Hamdani, El Khroub              | 20 décembre, 14 h 30 | Rapport    |
| 12 | CRB Aïn Fakroun (1) | 0 - 0 (4 - 3 tab) | RC Arbaa (1)          | Stade des frères Demane-Debbih, Aïn M'lila | 20 décembre, 14 h 30 | Rapport    |
| 13 | US Beni Douala (5)  | 1 - 1(3 - 2 tab)  | MSP Batna (2)         | Stade du 1er-Novembre-1954, Tizi Ouzou     | 21 décembre, 15 h 00 | Rapport    |
| 14 | ES Sétif (1)        | 3 - 0             | US Remchi (3)         | Stade du 8-Mai-1945, Sétif                 | 21 décembre, 16 h 00 | Rapport    |
| 15 | US Chaouia (2)      | 3 - 1             | AS Aïn M'lila (3)     | Stade Hassouna-Zerdani, Oum El Bouaghi     | 21 décembre, 14 h 30 | Rapport    |
| 16 | Hydra AC (4)        | 0 - 2 ap          | A Bou Saada (2)       | Stade du 20-Août-1955, Alger               | 20 décembre, 15 h 00 | Rapport    |

## Huitièmes de finale
| # | Club à domicile    | Résultat         | Club à l'extérieur  | Lieu                                   | Date et heure       | Références |
| - | ------------------ | ---------------- | ------------------- | -------------------------------------- | ------------------- | ---------- |
| 1 | USMM Hadjout (2)   | 1 - 0            | JSM Tiaret (3)      | Stade du 5-Juillet 1962, Hadjout       | 24 janvier, 15 h 00 | Rapport    |
| 2 | ES Sétif (1)       | 1 - 1(0 - 3 tab) | CS Constantine (1)  | Stade du 8-Mai-1945, Sétif             | 24 janvier, 16 h 30 | Rapport    |
| 3 | US Chaouia (2)     | 2 - 2(2- 4 tab)  | MC Alger (1)        | Stade Hassouna-Zerdani, Oum El Bouaghi | 25 janvier, 15 h 00 | Rapport    |
| 4 | NC Magra (3)       | 1 - 1(3 - 4 tab) | MC Oran (1)         | Stade Ahmed-Khalfa, M'Sila             | 24 janvier, 15 h 00 | Rapport    |
| 5 | US Beni Douala (5) | 0 - 1            | MO Constantine (3)  | Stade du 1er-Novembre-1954, Tizi Ouzou | 24 janvier, 15 h 00 | Rapport    |
| 6 | A Bou Saada (2)    | 2 - 2(3 - 4 tab) | CRB Aïn Fakroun (1) | Stade Abdelmadjid-Mokhtari, Bou Saâda  | 25 janvier, 15 h 00 | Rapport    |
| 7 | JSM Chéraga (3)    | 1 - 0            | ES Bouakal (4)      | Stade Omar-Hamadi, Alger               | 25 janvier, 15 h 00 | Rapport    |
| 8 | MC Saïda (2)       | 0 - 1            | JS Kabylie (1)      | Stade du 13-Avril-1958, Saïda          | 25 janvier, 15 h 00 | Rapport    |

## Quarts de finale
| # | Club à domicile     | Résultat | Club à l'extérieur | Lieu                                       | Date et heure       | Références |
| - | ------------------- | -------- | ------------------ | ------------------------------------------ | ------------------- | ---------- |
| 1 | JSM Chéraga (3)     | 2 - 1    | CS Constantine (1) | Stade Omar-Hamadi, Alger                   | 18 février, 17 h 30 | Rapport    |
| 2 | CRB Aïn Fakroun (1) | 2 - 1    | MO Constantine (3) | Stade des frères Demane-Debbih, Aïn M'lila | 18 février, 14 h 30 | Rapport    |
| 3 | JS Kabylie (1)      | 1 - 0    | MC Oran (1)        | Stade du 1er-Novembre-1954, Tizi Ouzou     | 18 février, 15 h 00 | Rapport    |
| 4 | USMM Hadjout (2)    | 0 - 1    | MC Alger (1)       | Stade du 5-Juillet 1962, Hadjout           | 18 février, 14 h 30 | Rapport    |

## Demi-finales
| # | Club à domicile | Résultat | Club à l'extérieur | Buteurs                             | Date et Lieu                                    | Références |
| - | --------------- | -------- | ------------------ | ----------------------------------- | ----------------------------------------------- | ---------- |
| 1 | JS Kabylie      | 2 - 1 ap | CRB Aïn Fakroun    | Rial 97e , Ebossé 117e / Daira 106e | vendredi 28 mars 2014 à 15h : opow : tizi ouzou | Rapport    |
| 2 | JSM Chéraga     | 0 - 2    | MC Alger           | Bougueche 26e , Gherbi 36e          | samedi 29 mars 2014 à 17h30 : bologhine , Alger | Rapport    |

## Finale
| 1er mai 2014                        | JS Kabylie                                                           | 1 - 1 a.p.        | MC Alger                                                            | stade Mustapha-Tchaker                                            |                                                                   |
| 16 h 30 · Historique des rencontres | Ali Rial 88e (pen.)                                                  | (0 - 1)           | 4e (csc) Ali Rial                                                   | Spectateurs : 35 000 Diffuseur : EPTV Arbitrage : Mohamed Bichari | Spectateurs : 35 000 Diffuseur : EPTV Arbitrage : Mohamed Bichari |
| 16 h 30 · Historique des rencontres | Rapport                                                              |                   |                                                                     | Spectateurs : 35 000 Diffuseur : EPTV Arbitrage : Mohamed Bichari | Spectateurs : 35 000 Diffuseur : EPTV Arbitrage : Mohamed Bichari |
| 16 h 30 · Historique des rencontres | Ali Rial · Belkacem Remache · Malik Raiah · Albert Ebossé Bodjongo · | Tirs au but 4 - 5 | Samir Yachir · Hadj Bouguèche · Abdelmalek Djeghbala · Sabri Gharbi | Spectateurs : 35 000 Diffuseur : EPTV Arbitrage : Mohamed Bichari | Spectateurs : 35 000 Diffuseur : EPTV Arbitrage : Mohamed Bichari |

| Gardien de but | 30 | Malik Asselah            |     |     |
|                | 88 | Belkacem Remache         |     |     |
|                | 25 | Djameleddine Benlamari   |     |     |
|                | 87 | Zineddine Mekkaoui       |     |     |
| Capitaine      | 5  | Ali Rial                 |     |     |
|                | 22 | Mohamed Walid Bencherifa |     |     |
|                | 11 | Farid Beziouen           |     |     |
|                | 6  | Kaci Sedkaoui            |     | 58e |
|                | 8  | Tayeb Maroci             |     | 46e |
|                | 18 | Kamel Yesli              |     | 74e |
|                | 9  | Albert Ebossé Bodjongo   | 39e |     |
| Remplaçants :  |    |                          |     |     |
|                | 21 | Malik Raiah              |     | 46e |
|                | 10 | Sid Ahmed Aouedj         |     | 58e |
|                | '  | Mohamed Zaabia           |     | 74e |
| Entraîneur :   |    |                          |     |     |
|                |    | Azzedine Ait Djoudi      |     |     |

| Gardien de but | 12 | Houari Djemili       |     |     |
|                | 4  | Amine Aksas          |     |     |
| Capitaine      | 27 | Abderahmane Hachoud  |     |     |
|                | '  | Toufik Zeghdane      |     |     |
|                | 6  | Karim Ghazi          | 84e |     |
|                | '  | Antar Boucherit      | 53e |     |
|                | 30 | Abdelmalek Djeghbala | 88e |     |
|                | 10 | Billal Ouali         |     | 90e |
|                | 99 | Hadj Bouguèche       |     |     |
|                | 7  | Sid Ali Yahia Chrif  |     | 61e |
|                | 17 | Moustapha Djallit    | 42e | 84e |
| Remplaçants :  |    |                      |     |     |
|                | '  | Sabri Gharbi         |     | 61e |
|                | 21 | Samir Yachir         |     | 84e |
|                | 23 | Hocine Metref        |     | 90e |
| Entraîneur :   |    |                      |     |     |
|                |    | Fouad Bouali         |     |     |